# Арганово (Сокольский район)
Арганово — деревня в Сокольском районе Вологодской области.
Входит в состав Биряковского сельского поселения, с точки зрения административно-территориального деления — в Биряковский сельсовет. Расположена к югу от автодороги А123.
Расстояние по автодороге до районного центра Сокола — 108 км, до центра муниципального образования Бирякова — 8 км. Ближайшие населённые пункты — Тимонинское, Следово, Черемховая.
По данным переписи в 2002 году постоянного населения не было.